# 余命三年時事日記
余命三年時事日記（よめいさんねんじじにっき）は、ブログおよびブログを書籍化した書籍のタイトル。

## 概要
本ブログの主張するところによれば、本ブログの内容は、2011年より余命3年であると宣告されたと称する自称在日コリアンの人物が、韓国、在日韓国人や左翼が知られたくない情報を暴露するというものであった。
当該人物（初代）は2013年12月に死亡したとされ、その後本ブログは残されたプロジェクトメンバーによって継続され、2015年5月にはこのプロジェクトメンバーから三代目に引き継がれたとされる。ただし、三代目は二人存在していると見られており、そのうち一方は死亡したはずの初代と同一人物であることを示唆する発言をしている。このブログは書籍化され、青林堂より出版され、かなりの売り上げをあげ、シリーズ化された。

## 出入国管理制度に関するデマの拡散と大量通報
2015年頃、本ブログは「在日コリアンは（2015年）7月9日から日本にいられなくなる、帰らないと」などと主張する記事を掲載した。これが「この日をもって全ての在日韓国人は不法滞在となり、強制送還の対象になる」というデマを発生させ、これを信じた読者らが入管ウェブサイト等において大量の通報行為を行ったとみられている。結果として入管のサーバーに多大な負荷がかかり、法務省は業務妨害で警察に相談していた。

## 弁護士に対する大量懲戒請求
2016年に日本弁護士連合会や複数の弁護士会は朝鮮学校への補助金を停止することに反対する声明を出した。これに対して本ブログは2017年6月ごろから弁護士名を掲載して懲戒請求を呼びかけた。形としては、ブログ作者が用意した懲戒請求書原稿に趣旨賛同者が氏名・住所を載せて送ればブログ作者が弁護士会に提出するというものであった。このことから所属する弁護士会には13万件の懲戒請求が届いたが、その大半が請求理由がほぼ同じ内容の文章で記載されていた。この懲戒請求対象となった弁護士は多数に及んだが、その中には声明に名を連ねたこともないような者も多かった。ブログ作者は、懲戒請求者の氏名・住所は相手弁護士には明らかにされないと説明していたが、これは誤りで実際には懲戒請求者の氏名・住所は相手弁護士に明らかにされ、後の被害弁護士側からの懲戒請求者に対する名誉毀損による大量賠償請求と訴訟につながることになる。なお、ブログ作者本人は、自分自身は懲戒請求を行わず、賠償請求を免れている。
2018年11月、東京弁護士会会員の佐々木亮と北周士は、身に覚えのない懲戒請求により精神的苦痛を受けたとして、懲戒請求を行った約4,000件のうちの6人を相手取り計396万円の損害賠償を求めて東京地方裁判所に提訴した。他の請求者のうち20名とは和解が成立していた。2019年4月、東京地裁は、懲戒請求の理由とされた弁護士会長声明の作成や発表に佐々木亮と北周士は関与していなかったと認定した。さらに、懲戒請求者らには懲戒請求の理由を調査した形跡がなかったため、懲戒制度の趣旨目的に照らして正当性を欠く懲戒請求であったとして、6人に慰謝料全額の計360万円の支払いを命じた。両弁護士は朝鮮学校に関する声明には特段の関与はなく、事件当時、佐々木亮弁護士は、元従業員相手のパワハラ問題で青林堂に対し労働問題専門の弁護士として元従業員側に立って争っていて、北周士弁護士に至ってはかつて右翼の大物思想家である北一輝の兄弟筋の子孫であり、根拠のない懲戒請求を批判して佐々木弁護士を支援するツイートをしただけであった。
その後、2020年12月頃までには両名が提訴した人数は1,000人近くになったが、最高裁も含め、本ブログを信じて懲戒請求を行った者らの敗訴が相次いだ。インターネット上の不正確な情報ないし悪意を持って捏造された情報を短絡的に信用して他者に加害行為を行った結果として現実世界で責任を負うこととなった事例として、ネット上で安易に行われやすい誹謗中傷などにも警鐘を鳴らすものであると指摘されている。
被害を受けた弁護士である神原元・弁護士と女性弁護士が、請求者約700人を相手に計約3億6700万円の損害賠償を求めた訴訟で、横浜地裁は請求者約700人にそれぞれ10万～30万円を支払うよう命じた。はじめ、神原弁護士は適当な人間に土地家屋等の不動産を差し押さえてでも全額支払わせ、後は被告の内部求償で処理させようとしたとも伝えられるが、過酷に過ぎるとの周りからの助言で、代わりに個々人から動産執行をしてでも10万～30万円を支払わせる形に切り替えたとされる。
この間、当余命三年時事日記のブロガー（以下、余命ブロガー）は、勝てるなどと主張して和解などせず徹底的に争うことを扇動、その裁判のための準備書面原稿をこれを使えば負けないとして有料で販売し、負けると今度は控訴することを煽り、愛国行為で行ったことなので最後には安部首相（当時）が指揮権を発動して救ってくれる等といった荒唐無稽な主張で裁判を続けることを煽り続けた。一方、青林堂サイドでは、その自社ブログ上の井上太郎なる作家の有料会員制ページでまた別の独自の準備書面原稿を入手できる形になっていた。井上太郎は青林堂がその著書を出版したこともある作家だが、青林堂代表側は井上太郎については会ったこともなく、よく知らないとしている。ともに弁護士資格もないのに有料で法律行為の相談にあずかる違法な非弁行為ではないかとの批判が出て、青林堂はこのページを削除した。その間、余命ブロガーと井上の支持者の間では、相手の書面を使えば負けるからこちら側の原稿を使えと争う一幕もあった。
この他にも余命ブロガーは、佐々木・北両弁護士を訴える等として自身の支持者に資金カンパを募集、その額は数百万円にのぼったともされたが、いったん起こした訴訟を勝手に取下げたことが佐々木弁護士から報告されている。余命ブロガー本人は残額や訴訟取下げにより払戻しを受けた供託金ともども行方を絶った。一時は支援者の家に匿われたことも確認されているが、その後は完全に行方を絶っている。行方を追ったとする、また別の元支援者らしき人物からは「親戚の口から死んだと聞き、墓も確認した」なる話も出ている。

## 書籍
全て青林堂より。著者は「余命プロジェクトチーム」を称する。
- 余命三年時事日記（2015年）　ISBN 978-4792605360
- 余命三年時事日記ハンドブック （2016年）　ISBN 978-4792605445
- 余命三年時事日記2 （2016年）　ISBN 978-4792605490
- 余命三年時事日記 外患誘致罪 （2016年）　ISBN 978-4792605643
- 余命三年時事日記　―共謀罪と日韓断交― （2017年3月）　ISBN 978-4792605827
- 余命三年時事漫画 （2018年5月）　ISBN 978-4792606237